# 456731 Uligrözinger
456731 Uligrözinger è un asteroide della fascia principale. Scoperto nel 2007, presenta un'orbita caratterizzata da un semiasse maggiore pari a 2,4366224 au e da un'eccentricità di 0,2515200, inclinata di 3,84505° rispetto all'eclittica.